# Estuario
L'estuario è lo sbocco dei fiumi che giungendo alla foce non creano depositi di sedimenti a ventaglio (a differenza di quanto avviene nel caso di una foce a delta), ossia sfociano in un unico canale o ramo.

## Caratteristiche
Questa situazione può essere dovuta a vari fattori: 
- l'elevata velocità della corrente fluviale e l'eventuale scarsità di sedimento in carico (questi fattori dipendono dalle caratteristiche del bacino idrografico del fiume);
- l'azione delle onde e delle correnti del bacino marino o lacustre dove si apre la foce, che redistribuiscono lungo la costa i sedimenti fluviali prima che si possano accumulare in un corpo sedimentario significativo (fattori che dipendono dalle caratteristiche del bacino);
- nel caso degli estuari marini, anche l'azione delle maree può giocare un ruolo importante nell'asportazione e nella rielaborazione del sedimento.

Anche se non vi sono accumuli notevoli di sedimento, gli estuari sono caratterizzati da tipici depositi e strutture sedimentarie. In particolare, sono presenti barre e dune subacquee da corrente, con stratificazione e laminazione inclinata. Nel caso dei delta marini, sono tipiche le laminazioni a "lisca di pesce" (herringbone): si tratta di set di lamine che si succedono verticalmente con inclinazione alternativamente verso terra (prodotte dalla corrente entrante di marea) e verso mare (prodotte dalla corrente fluviale uscente).
Esempi tipici di foce a estuario sono quelli del fiume Congo (Africa occidentale), quello del Rio delle Amazzoni in 
Sudamerica, quello del Tamigi e del Solway in Gran Bretagna, quello della Gironda in Francia, quello del Taz in Siberia.